# 我孫子郵便局
我孫子郵便局（あびこゆうびんきょく）は千葉県我孫子市天王台にある郵便局。民営化前の分類では集配普通郵便局であった。

## 概要
住所：〒270-1199 千葉県我孫子市天王台6-8-15

## 沿革
- 1873年（明治6年） - 我孫子郵便取扱所として緑1丁目に開設[1]。
- 1875年（明治8年）1月1日 - 我孫子郵便局（五等）となる。
- 1885年（明治18年）6月10日 - 貯金取扱を開始。
- 1890年（明治23年）8月31日 - 貯金取扱を廃止。
- 1892年（明治25年）1月1日 - 為替・貯金取扱を開始。
- 1967年（昭和42年）1月13日 - 電話交換および和文電報配達事務を我孫子電報電話局に移管[2]。
- 1968年（昭和43年）3月1日 - 特定郵便局から普通郵便局に局種別改定。
- 1969年（昭和44年）
  - 6月6日 - 現在の天王台6丁目に新築移転、竣工式を行う。[3]
  - 6月9日 - 我孫子郵便局、新局舎にて営業開始。[3]
  - 11月21日 - 我孫子郵便局の移転に伴い、我孫子地区の不便を補うため特定郵便局として我孫子緑郵便局を新設。旧局舎で暫定的に業務を開始する。[4]
- 1970年（昭和45年）12月14日 - 我孫子緑郵便局を現在地の緑1-5-2に移転。[5]
- 1988年（昭和63年）5月30日 - 局舎の老朽化に伴い、我孫子郵便局新局舎が完成し営業を開始した。場所は以前と同じ。[6]
- 1998年（平成10年）9月1日 - 外国通貨の両替および旅行小切手の売買に関する業務取扱を開始。
- 2007年（平成19年）10月1日 - 民営化に伴い、併設された郵便事業我孫子支店に一部業務を移管。
- 2012年（平成24年）10月1日 - 日本郵便株式会社発足に伴い、郵便事業我孫子支店を我孫子郵便局に統合。

## 取扱内容
- 郵便、印紙、ゆうパック、内容証明
- 貯金、為替、振替、振込、国際送金、外貨両替・トラベラーズチェック、国債、投資信託
- 生命保険、バイク自賠責保険、自動車保険
- ゆうちょ銀行ATM
- 我孫子市内の集配業務
- ゆうゆう窓口

## 風景印
- 図案は『オオバン』・『手賀沼よりみた水の館』
- 使用開始日は1991年（平成3年）6月15日

### 過去の風景印
- 1975年（昭和50年）4月1日 - 1991年（平成3年）6月14日
  - 図案は『杉村楚碑』・『手賀沼のフナ』・『手賀大橋』

## 周辺
- 我孫子市立我孫子中学校
- 我孫子ゴルフ倶楽部
- 手賀沼

## アクセス
- JR成田線 東我孫子駅から徒歩約7分、JR常磐線 天王台駅から徒歩約8分
- 阪東バス 郵便局停留所下車
- 国道356号 天王台駅入口交差点を北に折れてすぐ
- 駐車場あり：16台